# Jimmie Angel
James Crawford Angel (1. srpna 1899 – 8. prosince 1956) byl americký letec a dobrodruh, po kterém je pojmenován druhý nejvyšší vodopád na světě – Angelův vodopád.
Vodopád, který padá z tepui Auyantepui se nachází v regionu Gran Sabana ve Venezuele. Tento vodopád znali jen místní domorodci, dokud ho 16. listopadu 1933 Angel neobjevil, když v letadle hledal naleziště drahých kovů.
O 4 roky později (9. října 1937) se Angel k vodopádu vrátil aby u něj přistál. To se mu podařilo, ale letadlo zapadlo do bahna. Angel nemohl vzlétnout, a tak se se svou ženou, Gustavem Henym a jeho zahradníkem, kteří letěli s ním, vydal do nejbližší vesnice pěšky. Cesta jim trvala 11 dní.

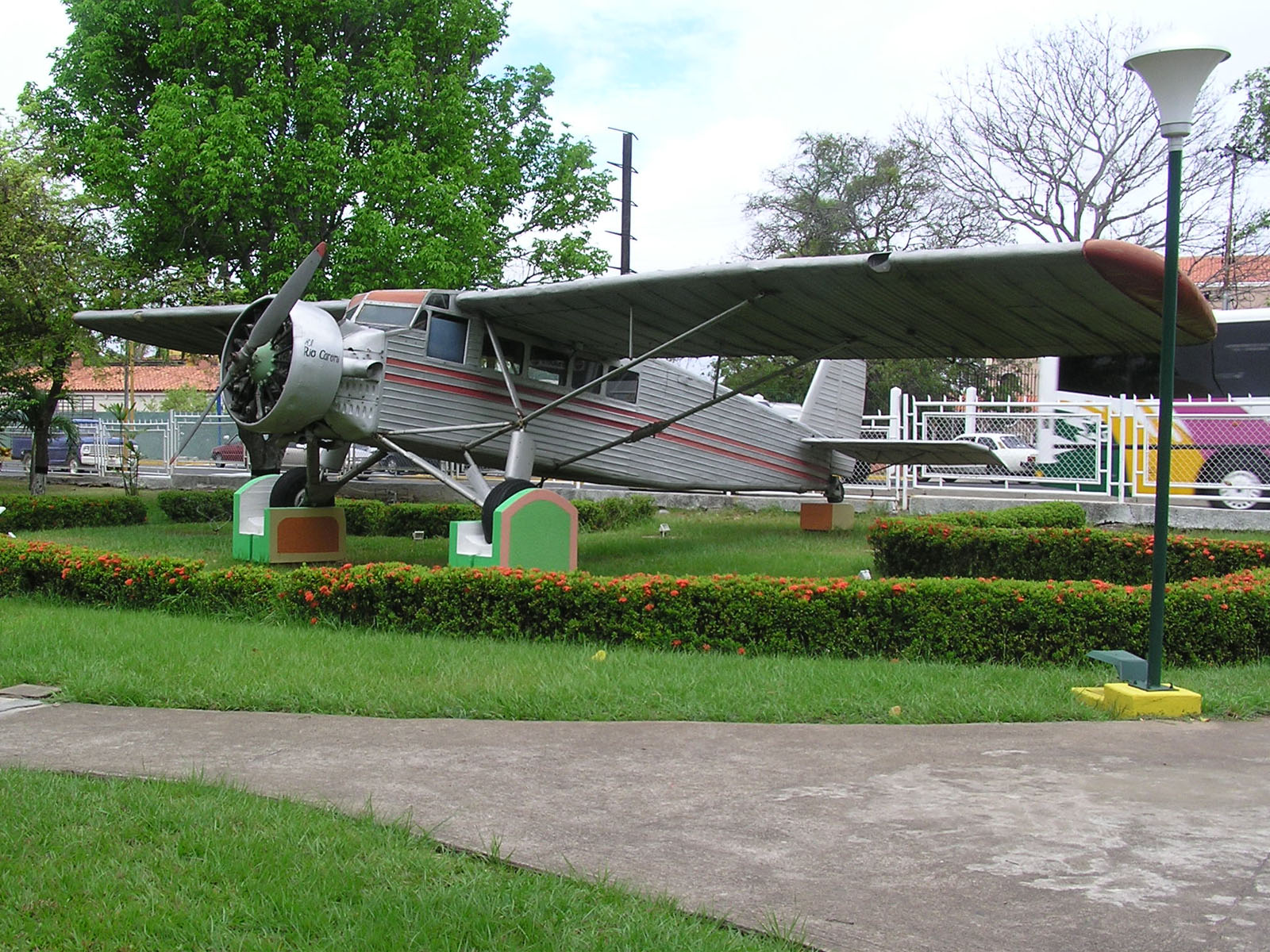
Angelovo letadlo vystavené u letiště v Ciudad Bolívar

Jednoplošník Jimmieho Angela zůstal na vrcholku hory Auyantepui až do roku 1970, kdy byl rozebrán a přenesen venezuelskými vojenskými vrtulníky do vojenského leteckého muzea v Maracay, kde byl renovován. Dnes můžeme letadlo vidět před letištním terminálem ve městě Ciudad Bolívar. Na vrcholku hory je nyní umístěna jeho replika.
Jimmie Angel zemřel v Panamě v roce 1956, následkem zranění utrpěném při letecké nehodě. Jeho dva synové, manželka a dva přátelé se o 4 roky později vrátili k vodopádu a rozprášili do něj jeho popel. Splnili tak Jimmieho poslední přání.